# Troy Parrott
Troy Daniel Parrott (Dublin, 4 februari 2002) is een Iers voetballer die doorgaans als aanvaller speelt. Hij stroomde door vanuit de jeugd van Tottenham Hotspur. Hij verruilde in juli 2024 Tottenham Hotspur voor AZ. Parrott debuteerde in 2019 in het Iers voetbalelftal.

## Clubcarrière

### Tottenham Hotspur
Parrott werd geboren in de Ierse hoofdstad Dublin en begon met voetballen bij Belvedere. Hij werd in 2017 opgenomen in de jeugdopleiding van Tottenham Hotspur. Hij tekende op zijn zeventiende verjaardag zijn eerste profcontract. Parrott maakte op 24 september 2019 zijn debuut in het eerste elftal van Tottenham, tijdens een wedstrijd in de League Cup tegen Colchester United. Hij speelde op 7 december 2019 ook zijn eerste wedstrijd in de Premier League, tegen Burnley. Hij zou uiteindelijk vier wedstrijden spelen voor Tottenham dat seizoen.

#### Verhuurperiodes
Na zijn debuutseizoen begon voor Parrott een reeks huurperiodes. Tottenham verhuurde hem in augustus 2020 aan Millwall, maar hier stond hij in het halfjaar dat hij er was drie maanden aan de kant met enkelklachten. Daardoor speelde hij slechts veertien wedstrijden, zonder er te scoren. Hij bracht daarna de tweede helft van het seizoen door bij Ipswich Town, een niveau lager in de League One. Daar maakte hij op 13 maart 2021 tegen Plymouth Argyle zijn eerste doelpunt in het profvoetbal. Het was één van zijn twee goals dat seizoen.
Parrott beleefde in 2021/22 wel een productieve periode bij Milton Keynes Dons, waar hij in 47 wedstrijden tot tien goals en zeven assists kwam. Daarna bracht hij het seizoen 2022/23 door bij Preston North End, dat een divisie hoger in de Championship speelde. Daar kwam hij minder tot scoren: slechts drie keer.

### Excelsior
Tottenham verhuurde Parrott in augustus 2023 voor een jaar aan Excelsior Rotterdam, zijn eerste club buiten het Verenigd Koninkrijk. Daar maakte hij op 26 augustus tegen Fortuna Sittard zijn debuut voor Excelsior. Hij begon als invaller voor Nikolas Agrafiotis, die het seizoen goed was begonnen met vijf goals in de eerste zes speelrondes. Toch was Parrott als invaller geregeld trefzeker: op 23 september scoorde hij tegen Sc Heerenveen zijn eerste doelpunt voor Excelsior. Vanaf begin november was hij eerste spits bij Excelsior.
Op 25 november was hij in de met 2-4 verloren stadsderby tegen Feyenoord goed voor een goal en een assist, iets wat hem in januari 2024 ook lukte in de 3-0 overwinning op Heerenveen. Op 12 april was hij in de degradatiekraker tegen FC Volendam goed voor opnieuw een goal en een assist in een 4-0 overwinning, maar pakte hij ook in blessuretijd zijn tweede gele kaart. Hij was op 12 mei ook belangrijk in een 4-0 overwinning op Heracles Almelo, waardoor Excelsior mocht blijven hopen op directe handhaving, maar door een nederlaag tegen Feyenoord in de laatste speelronde moest het alsnog de  play-offs spelen. Hierin was hij goed voor de eerste hattrick in zijn carrière, in een 7-1 overwinning op ADO Den Haag. Daarna verloor Excelsior in de heenwedstrijd tegen NAC Breda met 6-2, ondanks een goal van Parrott. In de return won Excelsior met 4-1 door een tweede hattrick van Parrott, maar het was niet genoeg om degradatie te voorkomen. Parrott eindigde op zeventien doelpunten en vijf assists, zijn meest productieve seizoen uit zijn carrière, waarna hij terugkeerde bij Tottenham.

### AZ
Op 13 juli 2024 maakte AZ bekend dat Parrott voor een bedrag van 4 miljoen euro was overgenomen van Tottenham. Hij tekende in Alkmaar een contract voor vijf seizoenen tot de zomer van 2029. Hij werd bij AZ gezien als de opvolger van Vangelis Pavlidis, die als mede-topscorer van de Eredivisie voor een bedrag van 18 miljoen euro verkocht was aan Benfica.

## Clubstatistieken
| Seizoen | Club                | Competitie     | Competitie | Competitie | Beker | Beker | Overig | Overig | Totaal | Totaal |
| Seizoen | Club                | Competitie     | Wed.       | Dlp.       | Wed.  | Dlp.  | Wed.   | Dlp.   | Wed.   | Dlp.   |
| ------- | ------------------- | -------------- | ---------- | ---------- | ----- | ----- | ------ | ------ | ------ | ------ |
| 2019/20 | Tottenham Hotspur   | Premier League | 2          | 0          | 2     | 0     | –      | –      | 4      | 0      |
| 2020/21 | → Millwall          | Championship   | 11         | 0          | 3     | 0     | –      | –      | 14     | 0      |
| 2020/21 | → Ipswich Town      | League One     | 18         | 2          | 0     | 0     | –      | –      | 18     | 2      |
| 2021/22 | → MK Dons           | League One     | 41         | 8          | 4     | 1     | 2      | 1      | 47     | 10     |
| 2022/23 | → Preston North End | Championship   | 32         | 3          | 2     | 1     | –      | –      | 34     | 4      |
| 2023/24 | → Excelsior         | Eredivisie     | 25         | 10         | 3     | 0     | 4      | 7      | 32     | 17     |
| 2024/25 | AZ                  | Eredivisie     | 22         | 12         | 3     | 1     | 9      | 4      | 25     | 17     |
| Totaal  | Totaal              | Totaal         | 151        | 45         | 17    | 3     | 15     | 12     | 149    | 33     |

## Interlandcarrière
Parrott maakte deel uit van verschillende Iers nationale jeugdselecties. Hij nam met Ierland –17 deel aan het EK –17 van 2018. Parrott debuteerde op 14 november 2019 in het Iers voetbalelftal, in een oefeninterland tegen Nieuw-Zeeland. Hij moest daarna een jaar wachten op zijn volgende interland en maakte vervolgens regelmatig deel uit van de Ierse nationale ploeg. Parrott maakte op 3 juni 2021 zijn eerste en tweede doelpunt voor Ierland. Hij scoorde toen tweemaal tijdens een oefeninterland tegen Andorra (1–4).